# Peine de mort au Massachusetts

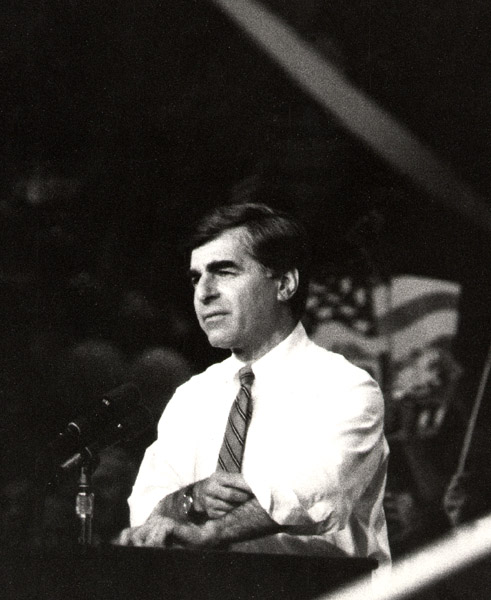
Sans Michael Dukakis, la peine de mort existerait peut-être aujourd'hui dans le Massachusetts

Au Massachusetts, la pendaison fut le mode exécution en vigueur jusqu'à l'adoption de la chaise électrique en 1900. Philip Bellino et Edward Gertson (en) furent les deux derniers criminels exécutés dans cet État selon cette méthode en 1947.
En 1982, après des années de batailles juridiques sans peine de mort, les électeurs du Massachusetts approuvèrent un amendement constitutionnel qui dispose qu'« aucun article de la Constitution ne sera interprété comme interdisant la peine de mort ». La même année, le législateur de cet État rétablissait la peine de mort pour meurtre au premier degré (« prémédité » ou « horrible ») avec circonstances aggravantes. Mais la Cour suprême du Massachusetts a malgré tout considéré que la loi adoptée concernant la peine de mort était quand même anticonstitutionnelle par quatre voix contre trois car elle n'autorisait la condamnation à mort que si l'accusé avait plaidé non coupable. Depuis elle ne fut pas de nouveau rétablie. Aucune tentative de rétablissement n'eut lieu durant la gouvernance de Michael Dukakis qui perdit l'élection présidentielle notamment à cause de son opposition à la peine de mort et qui aurait certainement usé de son droit de veto.
Son successeur William Weld, élu en 1991, s'est révélé être un partisan déclaré de la peine de mort ; une tentative de rétablissement échoua même à la surprise générale en 1997 à cause d'une égalité. Depuis, le nombre de législateurs favorables à la peine de mort est en baisse constante. Paradoxalement, le Code pénal de cet État fait donc toujours référence à la peine de mort notoirement inopérante, et la perpétuité réelle qui devait faire office de minimum est devenue la peine automatique et incompressible pour meurtre au premier degré.
En 2004, le spree killer Gary Lee Sampson a été condamné à mort par la Justice fédérale pour crime commis dans le Massachusetts. Le juge a jugé malgré les textes que le Massachusetts ne pouvait pas être considéré comme ayant la peine de mort, et que c'est en conséquence la méthode d'exécution prévue dans le New Hampshire qui serait appliquée. La méthode d'exécution toujours prévue par le code de procédure pénale du Massachusetts est l'électrocution, contrairement au New Hampshire qui lui prévoit l'injection létale (le juge a probablement voulu ainsi éviter l'utilisation de l'électrocution).